# Geraldine Ferraro
Pour les articles homonymes, voir Ferraro.
Geraldine Ferraro, née le 26 août 1935 à Newburgh dans État de New York et morte le 26 mars 2011 à Boston dans l'État du Massachusetts, est une femme politique américaine.
Membre du Parti démocrate, elle siège à la Chambre des représentants pour l'État de New York de 1979 à 1985. Elle est surtout connue pour avoir été la première femme nommée par un grand parti comme candidate à la vice-présidence des États-Unis pour l'élection présidentielle américaine de 1984, en tant que colistière de Walter Mondale.

## Biographie

### Jeunesse et formation

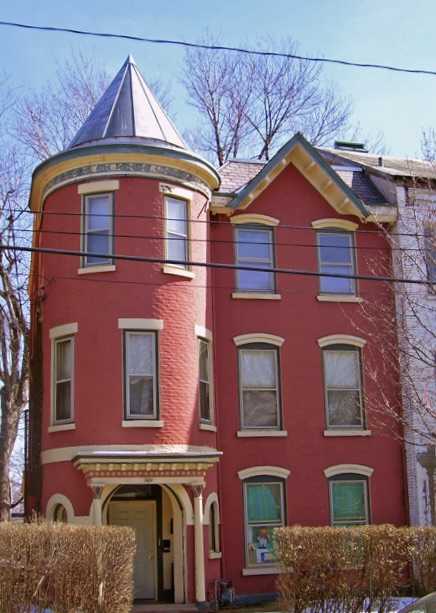
La maison où elle grandit durant sa jeunesse.

Geraldine Anne Ferraro est née le 26 août 1935 à Newburgh, dans l’État de New York, elle est la quatrième enfant de Dominick Ferraro et d'Antonetta Corrieri Ferraro, tous deux étant des immigrés d'origine italienne. Deux de ses frères sont morts, l'un, Anthony, en bas âge au bout de six jours et l'autre, Gerard, à l'âge de trois ans dans les bras de sa mère, des suites d'une collision de la circulation. Seul le jumeau d'Anthony, Carl, a survécu. Sa mère a été également marquée par une fausse couche. Ces tragédies ont provoqué pour sa mère un état de dépression nerveuse durable. Sur les conseils de son médecin, Antonetta Ferraro ne reste pas sur le traumatisme de la tragédie et dans l'espoir de tourner la page, elle met au monde une enfant qu'elle prénomme Geraldine en mémoire de son fils Gerard. Geraldine est choyée par ses parents, qui la surnomment « princesse », mais la tragédie continue : alors que Geraldine a huit ans, son père, un restaurateur, décède brutalement des suites d'un infarctus à l'âge de 44 ans. C'est une catastrophe financière : Antonetta Ferraro vend la maison de Newburgh et le restaurant pour emménager dans un petit appartement dans le quartier du Bronx, à New York. Cette expérience fera dire plus tard à Geraldine : « J'ai découvert à quelle vitesse ce que vous aviez peut être emporté. À partir de ce moment, j'ai dû me battre pour tout ce que je voulais, travailler et étudier pour sortir du South Bronx et emmener ma mère avec moi ». Sa mère travaille dur comme repasseuse et couturière pour que ses deux enfants puissent avoir la meilleure éducation possible. C'est ainsi que Geraldine peut faire ses études secondaires à la Marymount School de Tarrytown, un établissement catholique pour filles ; elle achève ses études secondaires en 1952, à seulement l'âge de 16 ans. Bénéficiant d'une bourse d'études, elle peut entreprendre des études universitaires au Marymount Manhattan College, où elle obtient un Bachelor of Arts (licence) de littérature anglaise en 1956. Pour ne pas dépendre financièrement de sa mère, et pour compléter sa bourse, elle vend des mouchoirs au magasin Bloomingsdale's de Manhattan. Pour être sûre d'obtenir un emploi à la suite de ses études, Geraldine suit également des cours au Hunter College pour devenir professeure. Après une brève expérience de secrétaire juridique, elle devient enseignante dans des écoles primaires publiques du Queens. Géraldine suit des cours du soir de droit auprès de l'université Fordham de New York, où elle est l'une des deux seules femmes parmi plus de deux cents étudiants. Elle obtient un law degree (en), ce qui lui permet de s'inscrire au barreau de New York en 1961,,,.

### Carrière politique

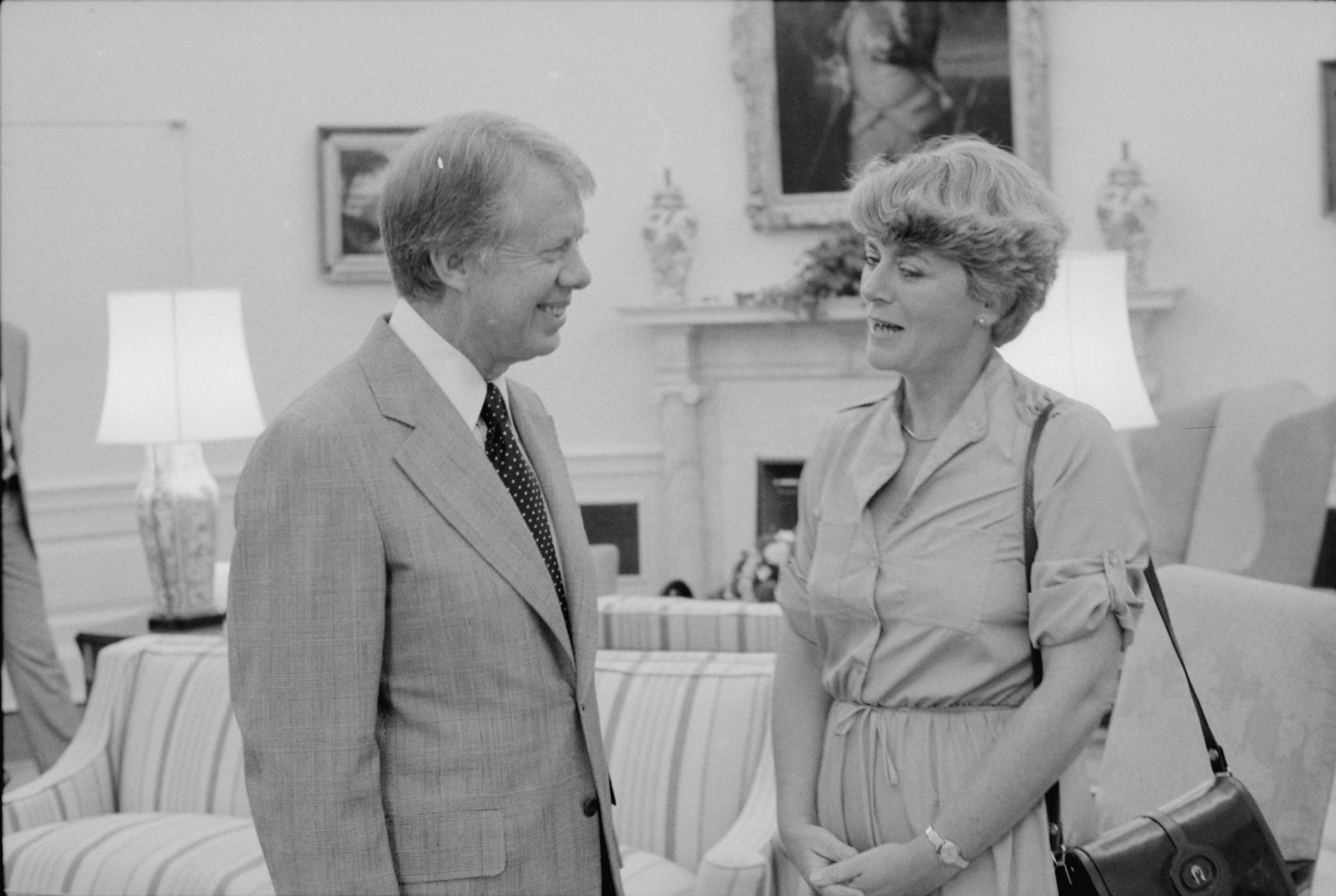
Geraldine Ferraro avec le président Jimmy Carter, en 1978.

Pendant les douze années qui suivent son mariage, à partir de 1960, avec John Zaccaro, son petit ami de longue date, elle se consacre à sa vie de famille et à l'éducation de leurs trois enfants dans leur maison du quartier résidentiel du Forest Hill (Queens). Geraldine travaille occasionnellement comme juriste pour l'entreprise immobilière de son époux ou pour le cabinet de son cousin Nicholas Ferraro (en), membre du Sénat de l'État de New York puis procureur général de l'État de New York, dont elle devient l'assistante à plein temps à partir de 1974,,,.

#### Candidate au Congrès
En tant qu’assistante du procureur général de l'État de New York (équivalent du poste de substitut du procureur en France), Geraldine prend en charge les dossiers concernant les violences domestiques faites aux femmes et aux personnes âgées, ainsi que les crimes de pédophilie. Elle se rend compte que si la loi punit les crimes, en revanche, la société ne s'attaque pas aux causes, telles que les circonstances sociales, alors que la pauvreté est un facteur criminogène. Elle fait part de ses interrogations au gouverneur de l'État de New York, Mario Cuomo ; ce dernier lui propose alors de se présenter au Congrès des États-Unis. Forte de ce conseil, profitant du retrait du démocrate James J. Delaney (en), Geraldine se présente aux élections de 1978, pour représenter le Parti démocrate à la neuvième circonscription congressionnelle de l'État de New York, contre le Républicain Alfred A. DelliBovi (en), bénéficiant de l'appui des femmes, de la communauté italo-américaine et du président Jimmy Carter. Elle gagne les élections avec 54 % des voix. Aux élections suivantes de 1980, elle améliore son score, remportant le scrutin contre Vito P. Battista (en) avec 58 % des voix, puis à nouveau en 1982, où lors d'une triangulaire, elle remporte l'élection avec 73 % des voix. Ces succès électoraux vont attirer l'attention de Walter Mondale,,.

#### Représentante au Congrès

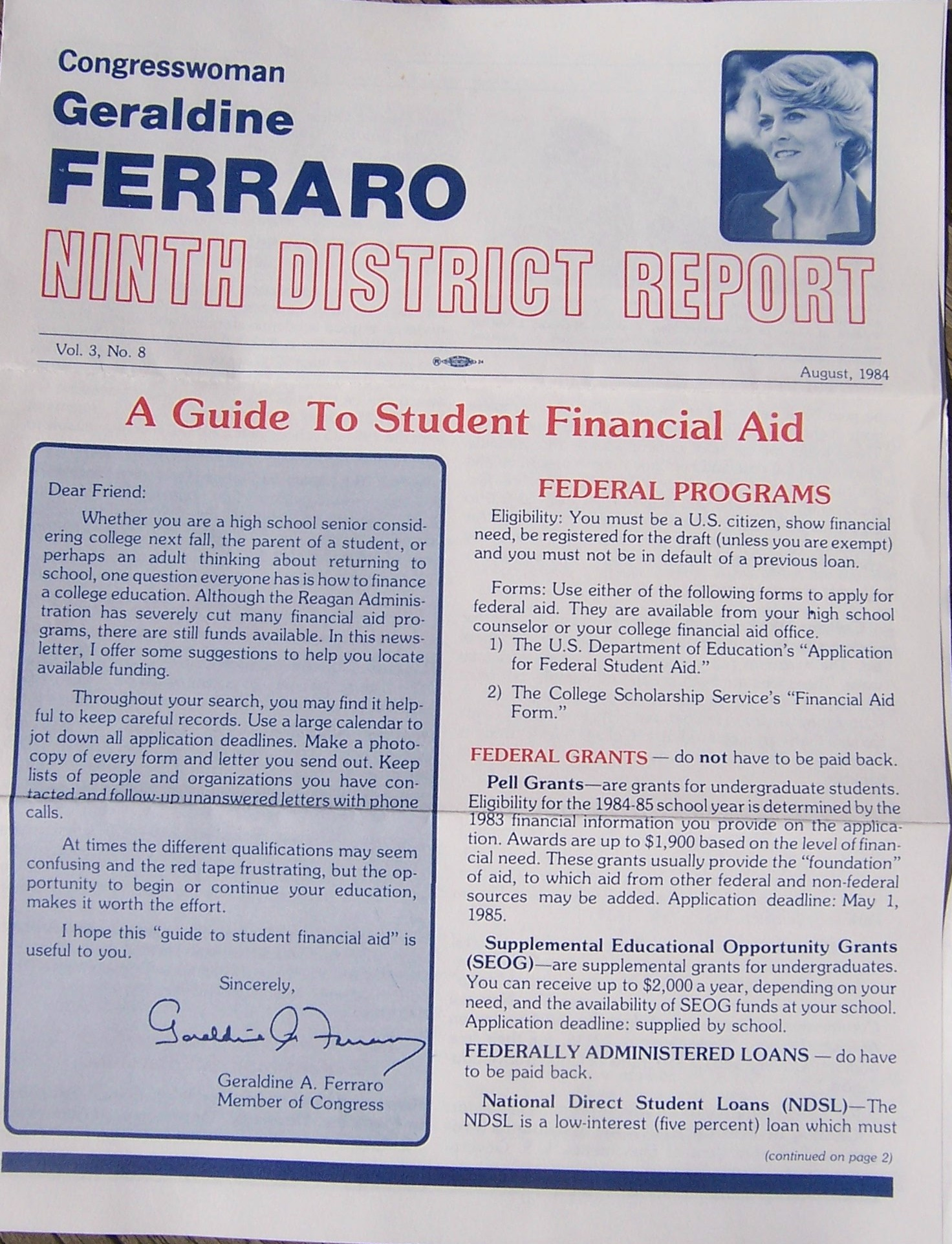
Bulletin de la parlementaire Geraldine Ferraro en 1984.

Geraldine prend ses fonctions au Congrès en janvier 1979. Durant ses trois mandats elle est la rapporteuse de 48 projets de lois, dont plusieurs visant à améliorer les ressources et la protection des femmes divorcées et des veuves, à encourager les femmes au foyer à ouvrir des comptes bancaires personnels afin de se mettre financièrement à l'abri en cas de divorce. Bien que catholique, elle soutiendra le droit à l'avortement, malgré les pressions du lobby des catholiques conservateurs.
Au début de sa première mandature, Géraldine prend la parole pour dénoncer l'oppression des Turcs envers les Grecs sur la partie de l'île de Chypre, qu'ils occupent illégalement conformément aux résolutions de l'ONU ; mais ce discours perd de sa portée lorsqu'elle trébuche sur le mot Turks en disant : « When are we going to get those Turkeys out of there / Quand allons-nous mettre ces dindes dehors », au lieu de dire « When are we going to get those Turks out of there / Quand allons-nous mettre ces Turcs dehors », gaffe qui suscite un rire général sur les bancs du Congrès, et qui la fera surnommer par ses détracteurs « Gobbledine », expression difficilement traduisible faisant référence au cri des dindons (gobble se traduisant par glouglouter).
Dans sa défense du droit des femmes, elle demeure dans la ligne traditionnelle des revendications féministe de la première vague féministe : en 1982, l'Equal Rights Amendment (ERA), suivant le texte rédigé par Alice Paul et Crystal Eastman et déposé au Congrès en 1923, est adopté par le Sénat des États-Unis en 1972, mais n'atteint pas le quorum d'États le ratifiant : il ne sera pas appliqué,,. Elle soutient également les lois sur l'avortement, comme précisé plus haut, et celle concernant l'égalité des salaires entre les hommes et les femmes. Son activité parlementaire en ce domaine (celui du droit des femmes) sera toujours conforme à la ligne du Parti démocrate plutôt qu'alignée sur les mouvements féministes dits de la deuxième vague. Sa fidélité au Parti démocrate lui vaudra des critiques de la part de militantes féministes mais cela n'empêche pas Geraldine de prendre le leadership de la cause des femmes devant ses collègues démocrates du Congrès. Thomas Tip O'Neill, le président de la Chambre des représentants, membre du Parti démocrate, apprécie son attitude pragmatique et voyant en elle son double féminin, il décide de devenir son mentor.
Lors de son second mandat, Geraldine Ferraro est élue secrétaire du caucus du Parti démocrate, ce qui lui permet de siéger à la direction du parti et à la commission politique qui contrôle les autres commissions. En 1982, au début de son troisième mandat, elle siège à la puissante United States House Committee on the Budget (en) (Commission du budget de la Chambre des représentants). En 1984, lors de la convention du Parti démocrate de San Francisco, Charles Manatt (en), le président en place du parti, la nomme à la tête de la Commission de la plateforme politique,. Geraldine Ferraro impose un volet à cette commission qui débattra des diverses discriminations que subissent les femmes, et elle ouvre les portes aux féministes de la deuxième vague comme Betty Friedan, qui déclarera au sujet de Geraldine Ferraro « She's a tough dame / c'est une femme coriace ».

#### Candidate démocrate à la vice-présidence comme colistière de Walter Mondale

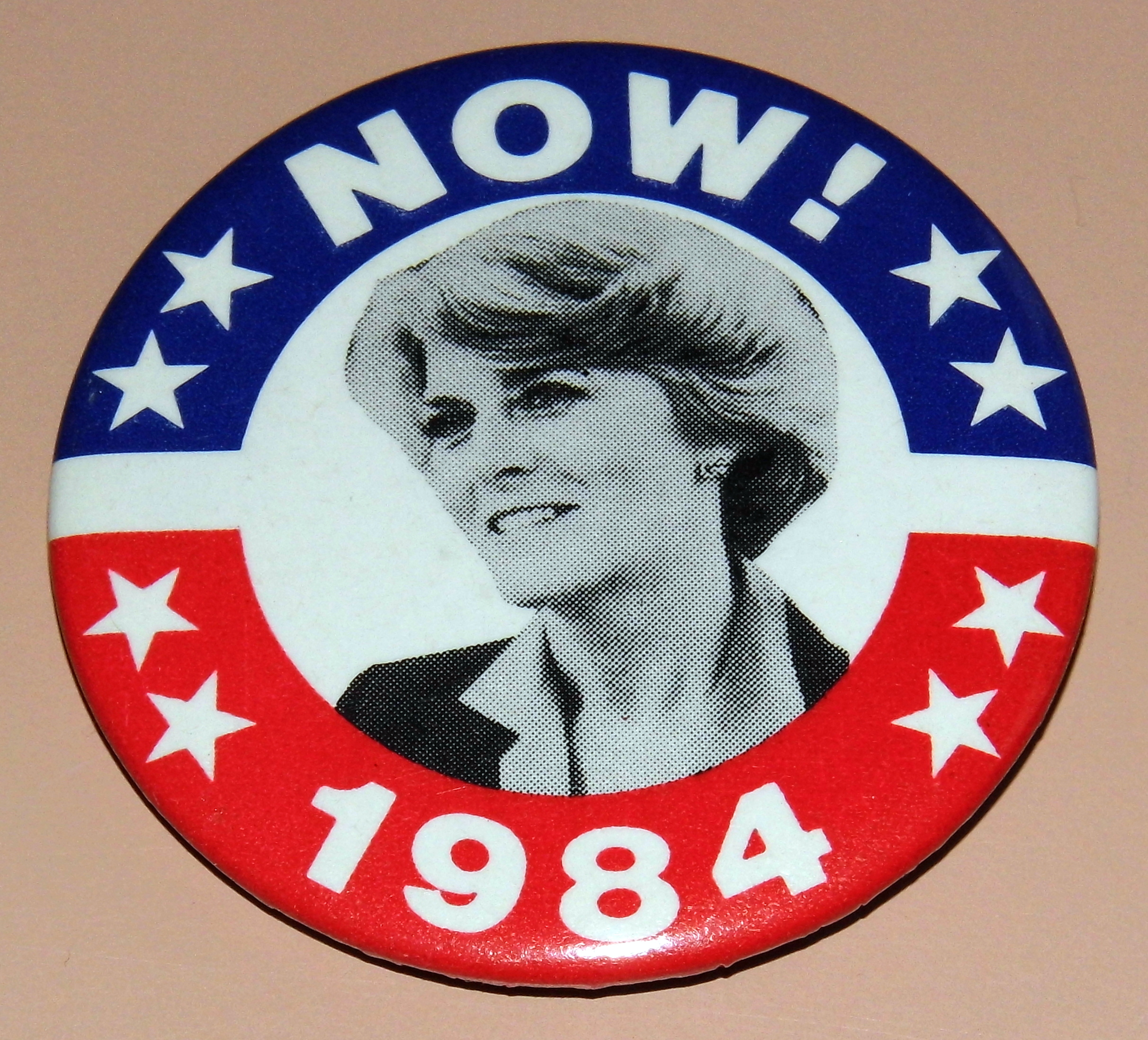
Badge de la campagne présidentielle de 1984.

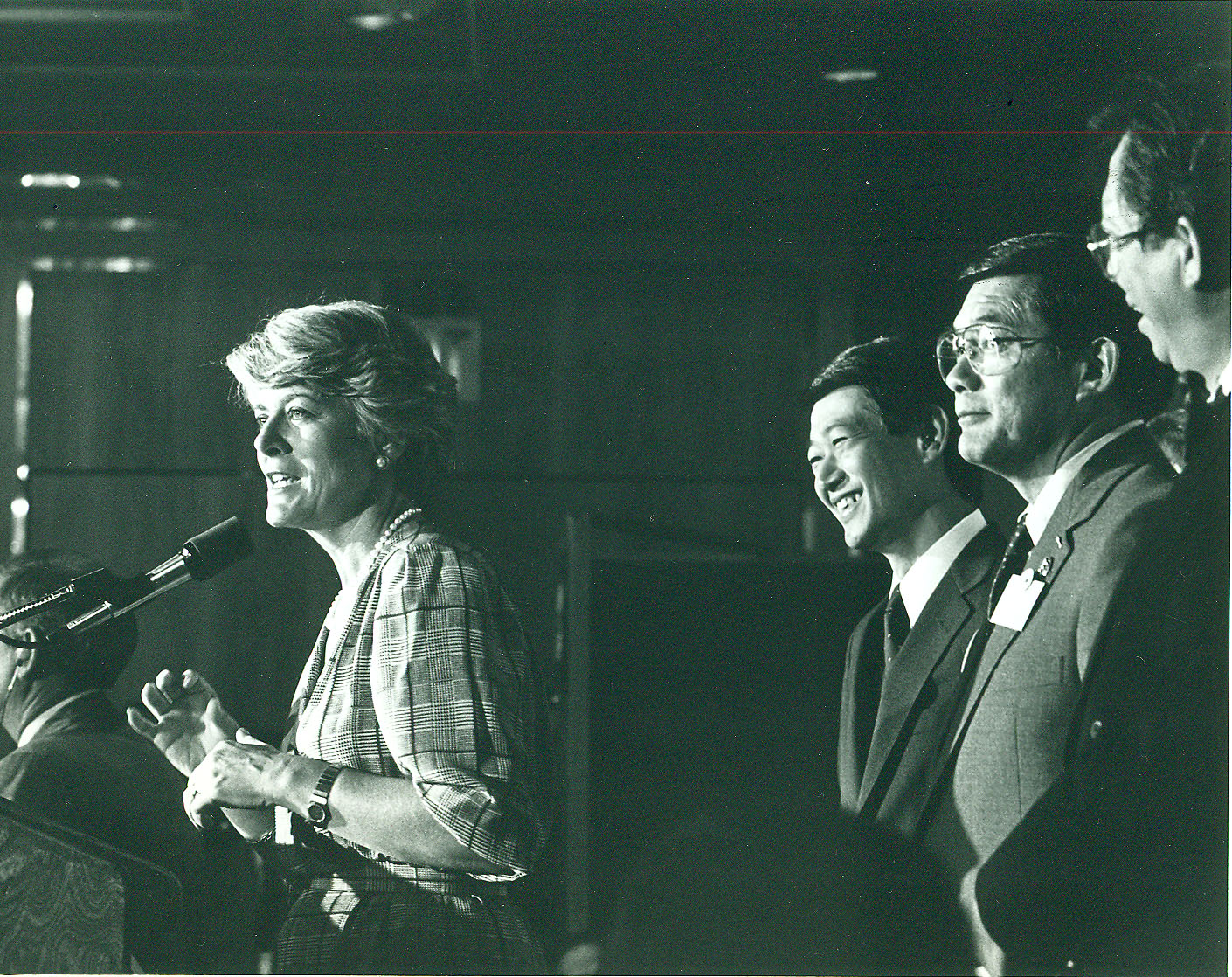
Geraldine Ferraro lors d'un discours à la convention nationale démocrate de 1984. Derrière elle, les parlementaires Bob Matsui et Norman Mineta.

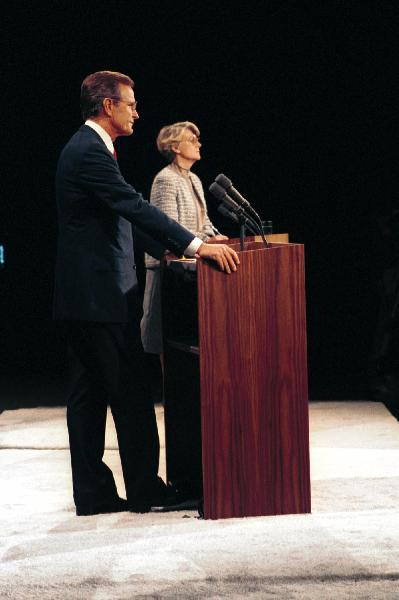
Geraldine Ferraro lors du débat vice-présidentiel avec George H. W. Bush en 1984.

Walter Mondale, qui avait été le 42e vice président des États-Unis de 1977 à 1981, sous la présidence de Jimmy Carter a suivi les votes et les discours de Geraldine Ferraro à la Chambre des représentants, et commence à la pressentir pour qu'elle devienne sa colistière pour l'élection présidentielle américaine de 1984, face au ticket Ronald Reagan / George H. W. Bush, les candidats du Parti républicain,. Pendant le précédent mandat du président Reagan (1980-1984), Geraldine Ferraro s'est opposée à sa politique de réduction des impôts sur le revenu et ses coupes budgétaires dans les programmes sociaux. De 1980 à 1984 elle soutient une politique militaire visant à réduire les armes nucléaires par un traité bilatéral liant les États-Unis et l'Union soviétique. Si elle est pour une défense nationale forte, elle s'oppose à la production de gaz neurotoxique, au financement du bombardier Rockwell B-1 Lancer, des missiles Peacekeeper, et elle est pour le rétablissement des listes de la conscription militaire. Consciente de son manque d’expérience en matière de politique étrangère, elle va entreprendre plusieurs voyages dans des pays du bassin méditerranéen et de l'Amérique latine. De ses séjours à l'étranger, Geraldine Ferraro se prononce pour une alliance forte avec l'État d'Israël et par conséquent s'oppose à la vente d'avions militaires américains à l'Arabie saoudite, tout comme elle s'oppose à l'envoi de Marines au Liban et à la politique de la CIA en Amérique centrale (Nicaragua, Honduras). Elle soutient les syndicats ouvriers dans leur revendication d'extension du Buy American Act, notamment pour l'industrie automobile américaine, et comme cela a été souligné plus haut, elle soutient la ratification de l'Equal Rights Amendment, la liberté de choix pour l'avortement (pro choice) et la revendication syndicale Equal pay for equal work (en) (à travail égal, salaire égal) ; elle présente et vote des projets de loi améliorant la protection de l'enfance et les droits des mères.

##### Controverses autour du droit à l'avortement
Pendant la campagne présidentielle, l'un des thèmes de controverses est celui de la remise en question du droit à l'avortement, porté notamment par le président Ronald Reagan. C'est ainsi que Gerladine Ferraro va être la cible de critiques et de polémiques venant des Républicains et de l'Église catholique. L'archevêque de New York John Joseph O'Connor se joint à la campagne anti-Ferraro. Attaquée par sa  propre Église, elle téléphone à John O'Connor pour lui exposer sa position en tant que personnalité politique : « Quand un évêque fait des déclarations publiques, il le fait en tant que représentant officiel de l'Église. Quand je fais des déclarations publiques, je  m'exprime en tant que personnalité officielle qui soutient la Constitution des États-Unis qui garantit la liberté religieuse ». À la suite de quoi, John O'Connor, face à des journalistes, lui répond en déclarant : « Elle donne l'impression que l'enseignement de l'Église catholique ne serait pas monolithique, que vous pourriez être un bon catholique et approuver l'avortement  [...]  il n'y a pas une diversité de positions au sein de l'Église qui affirme avec force que l'avortement est un acte de mort, que c'est l'assassinat d'une créature innocente ». Cette position sera démentie par l'organisation Catholics for a Free Choice, qui apporte son soutien à Geraldine Ferraro. Durant cette polémique, Géraldine Ferraro reçoit également le soutien du sénateur Edward Kennedy, qui est lui aussi une personnalité politique catholique. Afin d'apaiser le climat, Geraldine Ferraro déclare que sa position se calque sur celle du président John Fitzgerald Kennedy qui, vingt-quatre ans auparavant, affirmait : « Quand je parle en public je ne traite pas de questions religieuses, et l'Église ne parle pas pour moi ». La position de Géraldine Ferraro sur l'avortement lui nuira pendant toute la campagne, alors que selon des sondages d'opinions, la majorité des femmes américaines l'approuvait,,.

##### Affaire John Zaccaro
Comme cela est la règle, la Commission électorale fédérale a demandé à Geraldine Ferraro de publier ses revenus et sa déclaration fiscale peu de temps après la Convention du Parti démocrate de San Francisco de 1984, chose qu'elle a faite. Mais elle n'avait pas publié les revenus de son mari John Zaccaro, publication qui n'était pas obligatoire en regard de la réglementation, ce qui a suscité des interrogations. Elle a répondu que son époux ne souhaitait pas rendre public ses revenus. Cela a déclenché des spéculations dans les médias, soupçonnant le couple Ferraro / Zaccaro de vouloir cacher des choses au grand public. Geraldine Ferraro déclare qu'elle ne touche aucun revenu de la Zaccaro Company Inc. et n'y travaille pas. La question semblait être résolue, mais elle réapparaît, lorsque des journalistes posent la question du financement de sa campagne pour être élue représentante au Congrès. Il s'avère qu'elle avait emprunté la somme de 134 000 $ provenant de fonds familiaux. La Commission électorale fédérale qualifie cet emprunt d'illégal : elle lui inflige une amende de 750 $ et la somme de rembourser le montant de son emprunt. Une fois la chose faite, des journalistes se demandent où et comment elle a pu trouver une telle somme. Pour faire taire les rumeurs, John Zaccaro publie ses revenus et ses déclarations fiscales en déclarant : « Je ne veux plus qu'il y ait quelques remarques que ce soit envers ma femme et moi-même ». Des erreurs sont signalées quant aux déclarations fiscales de Geraldine Ferraro et de John Zaccaro. Ils sont condamnés à verser une amende de 53 000 $ à l'administration fiscale. Géraldine Ferraro a pu régler l'amende en vendant des obligations pour un montant de 70 000 $. En fait, l'erreur était due au fait que Geraldine Ferraro avait remboursé l'emprunt de 134 000 $ en vendant une part de ses droits de propriété sur un immeuble de Manhattan et que cela apparaissait non pas dans la déclaration fiscale de 1978, mais dans celle de 1979. Mais la bonne foi de Geraldine ne suffit pas : certains accusent John Zaccaro d'avoir des accointances avec la mafia italienne. Geraldine contre attaque en tenant une conférence de presse aux côtés de son époux, où avec un calme olympien, elle réfute un par un les arguments de ses « inquisiteurs », ce qui fait dire à Walter Mondale, face à des journalistes, que cette conférence de presse est une « prestation remarquable ! ». Il complète sa déclaration en affirmant : « Je suis maintenant, plus que jamais, convaincu que j'ai fait le bon choix, qu'elle a fait la démonstration de ses qualités de leader, de force, de sincérité, valeurs auxquelles le peuple américain répondra de façon favorable ». En septembre 1984, peu de temps avant le scrutin présidentiel, deux journalistes du Wall Street Journal accusent Philip Zaccaro, le beau père de Geraldine décédé en 1971, d'avoir eu dans le passé des relations d'affaires avec Joseph Profaci, parrain notoire de la mafia new-yorkaise mort en 1962, d'où des soupçons sur l'origine des fonds venant de la famille Zaccaro. Ces affaires à répétition ont nui à la campagne de Geraldine Ferraro, la plaçant dans une position défensive et l'empêchant de mener une campagne offensive pour valoriser les points du programme politique proposé par Walter Mondale et elle-même,,,,,,.

#### Entrée dans l'histoire
Quand Geraldine Ferraro prend ses fonctions à la Chambre des représentants en janvier 1979, elle fait partie des dix-sept femmes élues sur 435 élus, ; en 1982, vingt-deux femmes sont élues, et en 1984, 41 femmes sont élues pour entrer à la Chambre des représentants et sept pour siéger au Sénat. Alors que la population féminine est majoritaire, les élues du Congrès ne représentent qu'un peu plus de 7 % des élus fédéraux. Pour faire prendre conscience de cette sous-représentation des femmes au Congrès, Geraldine Ferraro organise avec ses collègues élues au Congrès différents événements, comme la participation au Women's Equality Day célébrant l'adoption en 1920 du XIXe amendement de la Constitution, qui octroya le droit de vote aux femmes dans l’ensemble de l’Union, la célébration de Jeannette Rankin, première femme à siéger à la Chambre des représentants en 1917, et de la première femme à siéger au Sénat, Hattie Wyatt Caraway, en 1931. Pendant longtemps, peu d'élus masculins ont encouragé l'accès des femmes aux mandats électifs : le premier fut Charles Curtis, le vice-président d'Herbert Hoover, qui mena le combat pour l'adoption du droit des femmes quand il siégeait au Sénat,. Malgré la victoire écrasante de Ronald Reagan à l'élection présidentielle de 1984, et les polémiques qui suivirent, Geraldine Ferraro entra dans l'histoire pour avoir été la première candidate à la vice-présidence du pays, comme le précisa Walter Mondale : « Nous avons perdu, mais nous avons fait l'histoire et le combat que nous avons commencé continue ! ». Cette candidature a changé l'opinion publique, qui dorénavant accepta qu'une femme puisse se présenter à de hautes fonctions publiques. Geraldine Ferraro, dans la foulée, déclare à ses électrices : « Les Américaines ne seront jamais des citoyens de seconde classe, nous avons combattu avec hargne, nous avons donné le meilleur de nous-mêmes et nous avons fait la différence ». En 1985, les éditions Bentham lui versent une avance d'un million de dollars pour qu'elle écrive ses mémoires au sujet de sa campagne en tant que candidate à la présidence : celles-ci sont publiées le 1er octobre 1985 sous le titre de Ferraro: My Story et rééditées en 2004 par Northwestern University Press (en),,,,.

#### Retrait et retour

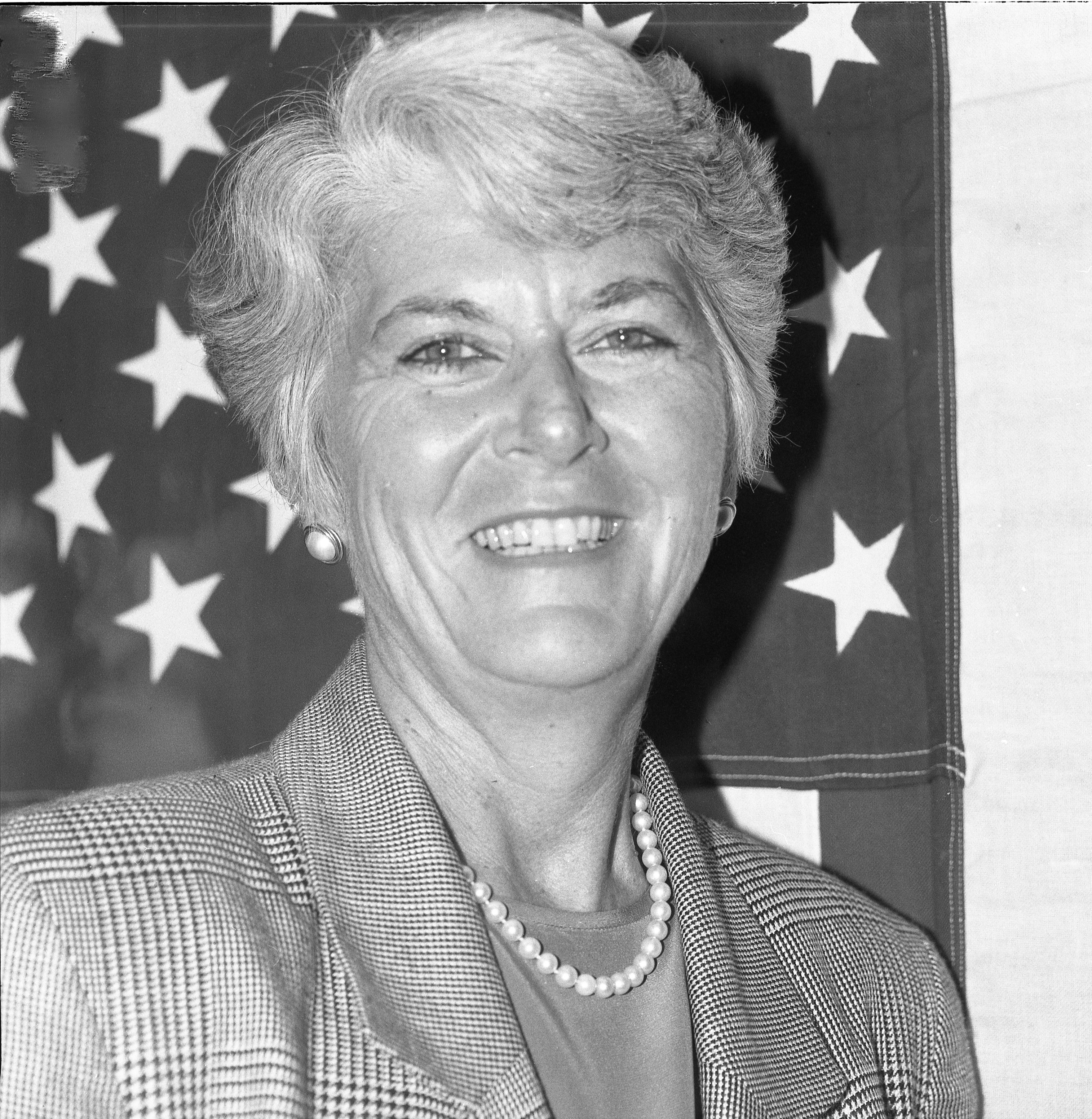
Geraldine Ferraro en 1992.

Bien que Geraldine Ferraro ait été innocentée de tout acte répréhensible, les enquêtes précédemment citées ont nui à sa carrière politique. Aussi se retire-t-elle ensuite de la vie politique pour reprendre son activité d'avocate au sein d'un cabinet new-yorkais. Parallèlement, à partir de 1988, elle donne des cours au Harvard Institute of Politics (en). En 1984, elle apparaît dans une publicité de Diet Pepsi (en), ce qui suscite un tollé chez les féministes. En 1992, elle se présente à la primaire démocrate de New York en tant que candidate au Sénat des États-Unis, mais elle est battue : elle arrive seconde, derrière Elizabeth Holtzman. En 1993, le président Bill Clinton la nomme ambassadrice des États-Unis à la Commission des droits de l'homme des Nations unies de Genève, poste qu'elle occupe jusqu'en 1996. En 1995, elle co-dirige la délégation américaine présente à la Quatrième conférence mondiale sur les femmes, qui se tient sous l’égide de l'ONU à Pékin en Chine du 4 au 15 septembre 1995. À partir de février 1996, elle est une invitée régulière du talk-show politique Crossfire (American TV program) (en)  sur la chaîne CNN, où elle continue d'exprimer ses convictions politiques de gauche en faveur de l'augmentation des financements des programmes fédéraux en faveur des populations défavorisées en face de John Sununu et de Pat Buchanan.

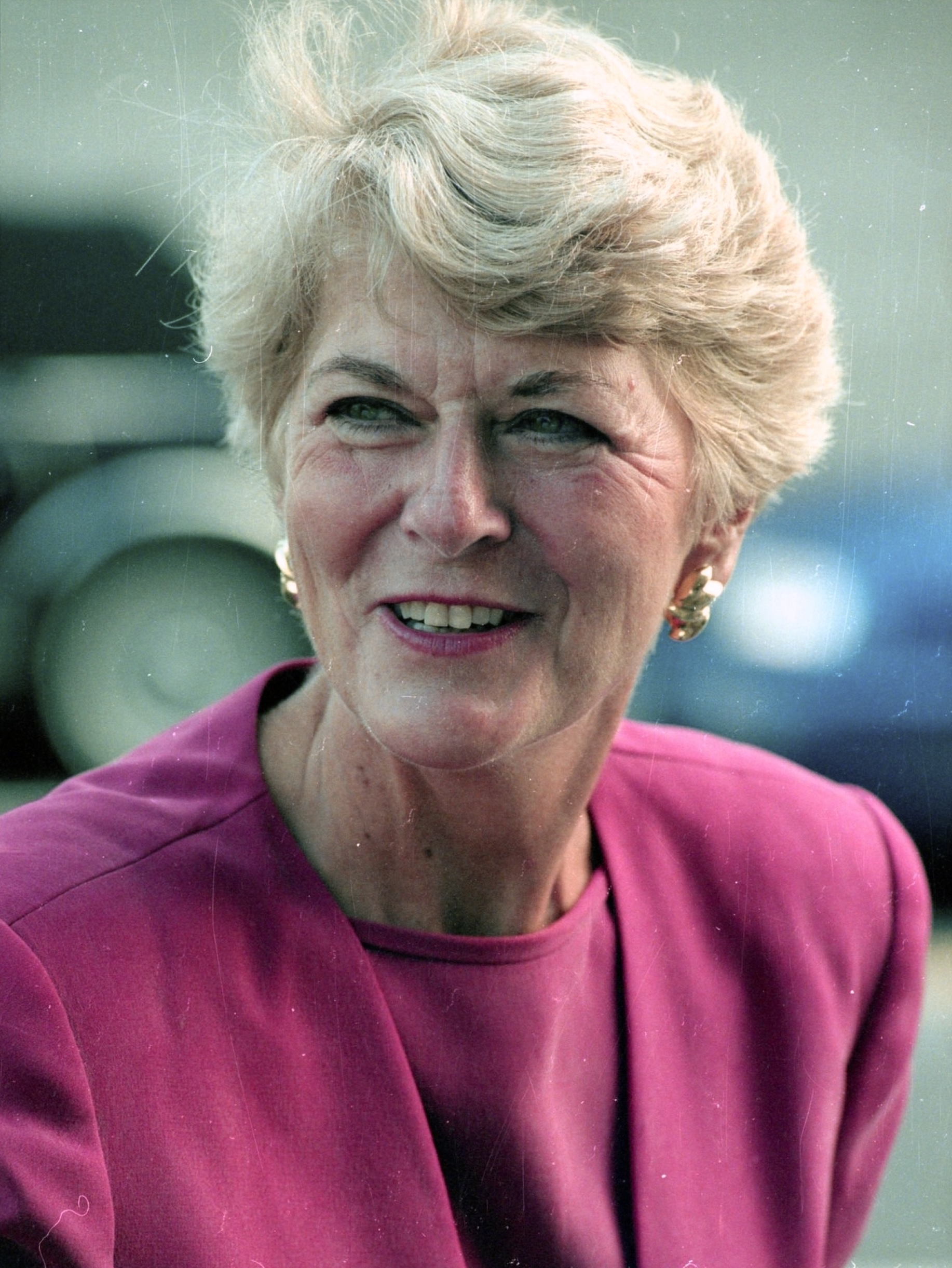
Geraldine Ferraro en 1998.

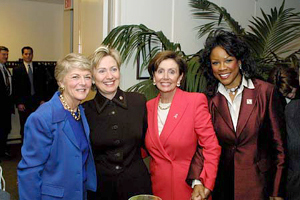
Geraldine Ferraro, Hillary Clinton, Nancy Pelosi et Denyce Graves en 2003.

Elle brigue à nouveau un poste de sénatrice en 1998 : elle est à nouveau battue lors des primaires par Charles Schumer, défaite qui met fin à sa carrière politique. Elle travaillera ensuite comme consultante au sein du Global Consulting Group pour accompagner les entreprises soucieuses de l'égalité des salaires et des carrières professionnelles en faveur des femmes. Geraldine Ferraro rejoint en 2007 le lobby Blank Rome (en) et fait une dernière intervention politique pour soutenir la campagne présidentielle de 2008 de son amie Hillary Clinton,,,,,,,.

#### Polémique lors des élections primaires à l'investiture démocrate de 2008
Le 12 mars 2008, alors qu'elle est trésorière de la campagne présidentielle d'Hillary Clinton lors des élections primaires à l'investiture démocrate, elle déclenche une polémique par des propos au sujet de Barack Obama, rival d'Hillary Clinton dans le camp démocrate, jugés racistes par certains supporters et communicants de la campagne présidentielle de Barak Obama. Elle a déclaré : « If Obama was a white man, he would not be in this position. And if he was a woman of any color, he would not be in this position. He happens to be very lucky to be who he is / Si Barack Obama était blanc, il ne serait pas à cette place. Et s'il était une femme de n'importe quelle couleur, il ne serait pas là où il est. Il devrait être très heureux de là où il est aujourd'hui », déclaration qui montre, comme le rapporte la journaliste du Monde Corine Lesnes, citant sa consœur Robin Givhan, du Washington Post : « Quand il est question de race, le langage n'est pas un instrument de dialogue, c'est un champ de mines », « Les mots sont constamment surinterprétés ou sortis de leur contexte. Leur signification et leur impact changent en fonction de celui qui parle et de celui qui l'écoute ». « Selon elle, en effet, Geraldine Ferraro n'a fait qu'observer "que nous n'avons pas tant "transcendé" la race que nous ne nous en sommes épris" ». Geraldine Ferraro soutient que ses propos ont été dénaturés, sortis de leur contexte et que pendant toute sa vie politique elle a lutté contre les discriminations et le racisme. Malgré ses dénégations, Geraldine Ferraro, profondément blessée, est obligée de quitter ses fonctions auprès d'Hilary Clinton,,,,,.

### Maladie et décès
En décembre 1998, Geraldine Ferraro consulte son médecin C. Ronald MacKenzie pour effectuer son bilan de santé annuel. Celui-ci, inquiet par les résultats de la prise de sang, l'envoie faire des examens complémentaires qui aboutissent au diagnostic suivant : Geraldine est porteuse d'un cancer à myélomes multiples. Elle est soignée par chimiothérapie puis par la prise de thalidomide. Les médecins lui prédisent qu'elle n'a plus que cinq années à vivre. En juin 2001, elle annonce publiquement sa maladie et témoigne devant le Sénat en faveur des recherches sur la thalidomide,.
Geraldine Ferraro décède au Massachusetts General Hospital de Boston le 26 mars 2011, à l'âge de 75 ans, des suites de son cancer, 12 ans après avoir été diagnostiquée,. Après ses funérailles, qui ont lieu à la Church of St. Vincent Ferrer (Manhattan) (en), où sont notamment présents Madeline Albright, Bill Clinton, Walter F. Mondale, Barbara A. Mikulski, Michael R. Bloomberg, Charles E. Schumer, Kirsten E. Gillibrand, Andrew M. Cuomo, Mario M. Cuomo et Christine C. Quinn, Geraldine Ferraro est inhumée à l'un des cimetières catholiques de New York, le St. John Cemetery (Queens) (en),,,.

### Vie privée
Le 16 juillet 1960, elle épouse John Zaccaro, un courtier en immobilier ; elle garde son nom de jeune fille en hommage à sa mère. Le couple donne naissance à trois enfants : Donna Zaccaro Ullman (1962), John Zaccaro (1964) et Laura Zaccaro Lee ( 1966),,. Ils ont vécu à Forest Hills Gardens, Queens, et en 1971, ont acquis une maison de vacances à Saltaire sur Fire Island,.

## Œuvres
- (en-US) Framing a Life: A Family Memoir, New York, Scribner Book Company, 9 novembre 1998, 248 p. (ISBN 9780684854045, lire en ligne),
- (en-US) Changing history : women, power, and politics (préf. Ann W. Richards), Wakefield, Rhodes Island, Moyer Bell (réimpr. 1 septembre 1998) (1re éd. 1 septembre 1993), 216 p. (ISBN 9781559212663, lire en ligne),
- (en-US) My Story (préf. Marie C. Wilson) (réimpr. 24 novembre 2004, aux éditions North Western University Press) (1re éd. 1 octobre 1985, aux édition Bantam) (ISBN 9780810122116, lire en ligne).

## Prix et distinctions
- 1994 : cérémonie d'admission au National Women's Hall of Fame (musée voué à la célébration de femmes américaines remarquables)[70].

## Pour approfondir

#### Articles dans des encyclopédies et ouvrages de référence
- (en-US) Maxine Gold, Women Making History: Conversations with Fifteen New Yorkers, New York City Commission on the Status of Women, 1er mars 1985, 151 p. (ISBN 9780961068813, lire en ligne), p. 39-47,
- (en-US) Jane P. Sweeney, Women Leaders in Contemporary U.S. Politics, L. Rienner Publishers, 1er janvier 1987, 164 p. (ISBN 9780931477874, lire en ligne), p. 35-51. ,
- (en-US) Liz Cunningham, Talking Politics: Choosing The President In The Television Age, Praeger, 30 janvier 1995, 179 p. (ISBN 9780275941871, lire en ligne), p. 95-109,
- (en-US) Dawn Bradley Berry, The 50 Most Influential Women In American Law, Lowell House, 1997 (1re éd. 1996), 354 p. (ISBN 9781565658189, lire en ligne), p. 237-248. ,
- (en-US) Suzan Michele Bourgoin (dir.), Encyclopedia of World Biography, volume 5, Gale Research, 2 décembre 1997, 510 p. (ISBN 9780787625450, lire en ligne), p. 426-428. ,
- (en-US) Charles Gulotta, Extraordinary Women in Politics, Children's Press, juin 1998, 288 p. (ISBN 9780516206103, lire en ligne), p. 168-172,
- (en-US) Ellen Thro, Twentieth-Century Women Politicians, Facts on File, 1er août 1998, 121 p. (ISBN 9780816037582, lire en ligne), p. 47-56. ,
- (en-US) Anne Commire & Deborah Klezmer (dir.), Women in World History, Volume 5: Ead-Fur, Yorkin Publications / Gale Cengage, 1999, rééd. 3 février 2000, 837 p. (ISBN 9780787640644, lire en ligne), p. 486-491. ,
- (en-US) Donna Langston, A to Z of American Women Leaders and Activists, Facts on File, 30 juin 2002, 291 p. (ISBN 9780816044689, lire en ligne), p. 77-79. ,
- (en-US) Laura B. Tyle (dir.), UXL Encyclopedia of World Biography, volume 4, Thomson/Gale, 2003, rééd. 2 août 2004, 871 p. (ISBN 9780787664695, lire en ligne), p. 710-713.

#### Essais
- (en-US) Lee Michael Katz, My Name Is Geraldine : An Unauthorized Biography, New York, Signet, 1er septembre 1984, 224 p. (ISBN 9780451135063),
- (en-US) S. B. Anthony, Geraldine Ferraro Coloring Book, Turnbull & Willoughby Publishers, 28 septembre 1984, 29 p. (ISBN 9780943084206),
- (en-US) Don Lawson, Geraldine Ferraro, Julian Messner, 1987 (1re éd. 1985), 64 p. (ISBN 9780671550417, lire en ligne). ,
- (en-US) John B. Roberts II, Reagan's Cowboys: Inside the 1984 Reelection Campaign's Secret Operation Against Geraldine Ferraro, McFarland & Company, 10 juillet 2020, 249 p. (ISBN 9781476678122),

#### Articles
- (en-US) Bruce E. Gronbeck, « The Presidential Campaign Dramas of 1984 », Presidential Studies Quarterly, Vol. 15, No. 2,‎ printemps 1985, p. 386-393 (8 pages) (lire en ligne),
- (en-US) Jean Ashton et Sandra Roff, « Current Events and history: Within six weeks of Geraldine Ferraro's vice-presidential nomination, the New-York Historical Society mounts an exhibit on women in politics », History News, Vol. 40, No. 3,‎ mars 1985, p. 14-17 (4 pages) (lire en ligne),
- (en-US) Stephen D. Johnson et Joseph B. Tamney, « The Christian Right and the 1984 Presidential Election », Review of Religious Research, Vol. 27, No. 2,‎ décembre 1985, p. 124-133 (10 pages) (lire en ligne),
- (en-US) Shirley M. Rosenwasser, Robyn R. Rogers, Sheila Fling, Kayla Silvers-Pickens et John Butemeyer, « Attitudes toward Women and Men in Politics », Political Psychology, Vol. 8, No. 2,‎ juin 1987, p. 191-200 (10 pages) (lire en ligne),
- (es) Hector Borrat, « Geraldine Ferraro, Goñi, Solchaga, Hart et cetera », El Ciervo, Año 36, No. 439/440,‎ octobre 1987, p. 26 (1 page) (lire en ligne),
- (en-US) Donald B. Rubin, « Bugs, Lacunae, and the Minnesota/DC Effect: A Discussion of H. Wainer's "Eelworms, Bullet Holes, and Geraldine Ferraro" », Journal of Educational Statistics, Vol. 14, No. 2,‎ été 1989, p. 75-178 (4 pages) (lire en ligne),
- (en-US) Mary Elizabeth Brown, « The Relevance of the Geraldine A. Ferraro Papers to American Catholic History in the 1950s through 1980s », U.S. Catholic Historian, Vol. 21, No. 2,‎ printemps 2003, p. 63-73 (11 pages) (lire en ligne),